# L'Hôpital-le-Mercier
L'Hôpital-le-Mercier és un municipi francès, situat al departament de Saona i Loira i a la regió de Borgonya - Franc Comtat. L'any 2007 tenia 300 habitants.

## Demografia

### Població
El 2007 la població de fet de L'Hôpital-le-Mercier era de 300 persones. Hi havia 118 famílies, de les quals 23 eren unipersonals (19 homes vivint sols i 4 dones vivint soles), 42 parelles sense fills i 53 parelles amb fills.
La població ha evolucionat segons el següent gràfic:
Habitants censats

### Habitatges
El 2007 hi havia 124 habitatges, 117 eren l'habitatge principal de la família, 4 eren segones residències i 2 estaven desocupats. 122 eren cases i 2 eren apartaments. Dels 117 habitatges principals, 90 estaven ocupats pels seus propietaris, 26 estaven llogats i ocupats pels llogaters i 2 estaven cedits a títol gratuït; 6 tenien dues cambres, 12 en tenien tres, 40 en tenien quatre i 59 en tenien cinc o més. 91 habitatges disposaven pel capbaix d'una plaça de pàrquing. A 50 habitatges hi havia un automòbil i a 60 n'hi havia dos o més.

### Piràmide de població
La piràmide de població per edats i sexe el 2009 era:
| Homes | Edats   | Dones |
| ----- | ------- | ----- |
| 0     | 95 o +  | 1     |
| 0     | 90 a 94 | 3     |
| 2     | 85 a 89 | 1     |
| 0     | 80 a 84 | 5     |
| 3     | 75 a 79 | 5     |
| 7     | 70 a 74 | 2     |
| 14    | 65 a 69 | 9     |
| 11    | 60 a 64 | 9     |
| 5     | 55 a 59 | 10    |
| 14    | 50 a 54 | 9     |
| 12    | 45 a 49 | 13    |
| 12    | 40 a 44 | 9     |
| 10    | 35 a 39 | 11    |
| 8     | 30 a 34 | 5     |
| 11    | 25 a 29 | 10    |
| 12    | 20 a 24 | 4     |
| 13    | 15 a 19 | 10    |
| 11    | 10 a 14 | 9     |
| 9     | 5 a 9   | 8     |
| 5     | 0 a 4   | 8     |

## Economia
El 2007 la població en edat de treballar era de 184 persones, 131 eren actives i 53 eren inactives. De les 131 persones actives 120 estaven ocupades (69 homes i 51 dones) i 12 estaven aturades (7 homes i 5 dones). De les 53 persones inactives 24 estaven jubilades, 17 estaven estudiant i 12 estaven classificades com a «altres inactius».

### Ingressos
El 2009 a L'Hôpital-le-Mercier hi havia 123 unitats fiscals que integraven 318 persones, la mediana anual d'ingressos fiscals per persona era de 15.330,5 €.

### Activitats econòmiques
Dels 6 establiments que hi havia el 2007, 1 era d'una empresa de fabricació d'altres productes industrials, 4 d'empreses de construcció i 1 d'una entitat de l'administració pública.
Dels 2 establiments de servei als particulars que hi havia el 2009, 1 era un paleta i 1 fusteria.
L'any 2000 a L'Hôpital-le-Mercier hi havia 16 explotacions agrícoles.

## Equipaments sanitaris i escolars
L'únic equipament sanitari que hi havia el 2009 era una ambulància.
El 2009 hi havia una escola elemental.

## Poblacions més properes
El següent diagrama mostra les poblacions més properes.